# Daniel Piza
Daniel Luiz de Toledo Piza (São Paulo, 28 de março de 1970 — Gonçalves, 30 de dezembro de 2011) foi um jornalista, escritor e crítico de artes plásticas brasileiro.
Estudou Direito na Universidade de São Paulo. Cobriu cultura no jornal O Estado de S. Paulo, em 1991. Foi editor do caderno de cultura da Gazeta Mercantil. Foi comentarista esportivo na Rede CBN.
Escreveu diversos livros, inclusive uma biografia de Machado de Assis, que recebeu elogios e críticas dos especialistas. Era colunista do mesmo jornal paulista onde iniciou a carreira e colaborava com diversas revistas do cenário cultural brasileiro. Era casado com a também jornalista Renata Piza, e pai de três filhos.
Nas festas de fim de ano de 2011, Piza estava na cidade de Gonçalves, MG, com a família, quando sofreu um acidente vascular cerebral (AVC). Seu corpo foi velado no Cemitério de Congonhas, em São Paulo, e enterrado no dia 1º de janeiro de 2012.

## Obra
- 1996 - As Senhoritas de Nova York - Descoberta de Pablo Picasso - FTD
- 2000 - Questão de Gosto - Ensaios e Resenhas - Record
- 2001 - Mundois - Bei
- 2003 - Ora, Bolas - Da Copa de 98 ao Pent - Nova Alexandria
- 2003 - Leituras do Brasil  -Talent
- 2003 - Jornalismo Cultural -  Contexto
- 2003 - Ayrton Senna - O Eleito -  Ediouro
- 2003 - Academia Brasileira de Letras - Histórias e Revelações - Dezembro Editorial
- 2004 - Paulo Francis - Brasil na Cabeça - Relume Dumará[4]
- 2004 - Perfis & Entrevistas - Contexto
- 2005 - Mistérios da Literatura - Poe, Machado, Conrad e Kafka - Mauad
- 2005 - Machado de Assis - Um Gênio Brasileiro - Imprensa Oficial
- 2007 - Contemporâneo de Mim –Dez Anos da Coluna Sinopse Bertrand Brasil
- 2008 - Aforismos sem Juízo - Bertrand Brasil*
- 2010 - Noites Urbanas - Bertrand Brasil
- 2010 - Amazônia de Euclides - LeYa
- 2011 - Dez Anos que Encolheram o Mundo - LeYa

## Jesus enforcado
Daniel Piza gerou uma das erratas mais famosas da história do jornalismo brasileiro, ao publicar em sua coluna de 6 de dezembro de 1994, na Folha de S. Paulo, que "Gólgota é o local onde Jesus teria sido enforcado".